# Gmina Mount Vernon (hrabstwo Black Hawk)
Gmina Mount Vernon (ang. Mount Vernon Township) – gmina w USA, w stanie Iowa, w hrabstwie Black Hawk. Według danych z 2000 roku gmina miała 1098 mieszkańców.